# Hotel De Grote L (boek)
Hotel De Grote L is een Nederlands jeugdboek geschreven door Sjoerd Kuyper. Het boek kwam in 2014 uit, won in 2015 de Zilveren Griffel, een theaterversie ging in première in 2015. Het boek werd in 2017 verfilmd. Het is een jeugdroman.

## Samenvatting
Kos is 13 jaar. Hij leeft met zijn vader en drie zussen en de cheff Walput in een hotel aan zee. Zijn moeder is gestorven. Wanneer zijn vader een hartaanval krijgt tijdens een voetbalwedstrijd moet Kos het hotel runnen en de schulden van het gezin afbetalen. Ondertussen droomt hij ook van Isabel. Om geld te verdienen valt Kos in voor zijn zus en dus doet hij mee aan een miss-verkiezing. Hij verliest de miss-verkiezing, maar Isabel (het meisje waar hij verliefd op is) wint en geeft het geld aan hem. Met zijn vader komt het uiteindelijk goed. Hij krijgt ook nog eens verkering met Isabel.